# Ostio (poeta)
Ostio (in latino Hostius; inizio II secolo a.C. – dopo il 129 a.C.) è stato un poeta e storico romano.

## Biografia
Per l'argomento del poema da lui scritto, riferito ad eventi della seconda parte del II secolo a.C., Ostio viene situato in questo periodo. Viene, inoltre, considerato un antenato della Cynthia cantata da Properzio, che secondo Apuleio e Giovenale in realtà si chiamava Hostia.

## Bellum Histricum
A Ostio viene attribuito il Bellum Histricum, un poema storico di stampo enniano, in almeno sette libri, che forse celebrava la vittoria del 129 a.C. ottenuta da Gaio Sempronio Tuditano contro gli Illiri. Del poema restano 7 frammenti:
(Frammento del Libro I contenuto nel commento all'Eneide di Servio)
(Frammento del Libro I contenuto in Prisciano)
(Frammento del Libro II contenuto in Macrobio, Saturnalia)
(Frammento del Libro II contenuto nei Saturnalia di Macrobio)
(Frammento contenuto in Servio, Commento all'Eneide)
(Frammento contenuto in Festo)
(Frammento contenuto in Festo)